# Sonthofen
Sonthofen är en stad i Landkreis Oberallgäu i Regierungsbezirk Schwaben i förbundslandet Bayern i Tyskland. Staden ligger i regionen Allgäu o0ch folkmängden uppgår till cirka 22 000 invånare.

## Geografi
Orter i Sonthofen: Sonthofen, Altstädten med Hinang, Beilenberg, Hochweiler, Binswangen, Berghofen, Rieden, Winkel, Tiefenbach, Walten, Staig, Unterried, Breiten, Oberried, Imberg, Hofen, Illersiedlung och Margarethen. 
Staden Sonthofen ligger i ett område på cirka 750 till 1100 meter över havet på norra kanten av Allgäu Alperna. Floderna Iller och Ostrach flyter genom staden. Sonthofen ligger cirka 40 kilometer från Bodensjön och 120 kilometer från München och Tysklands sydligaste stad.

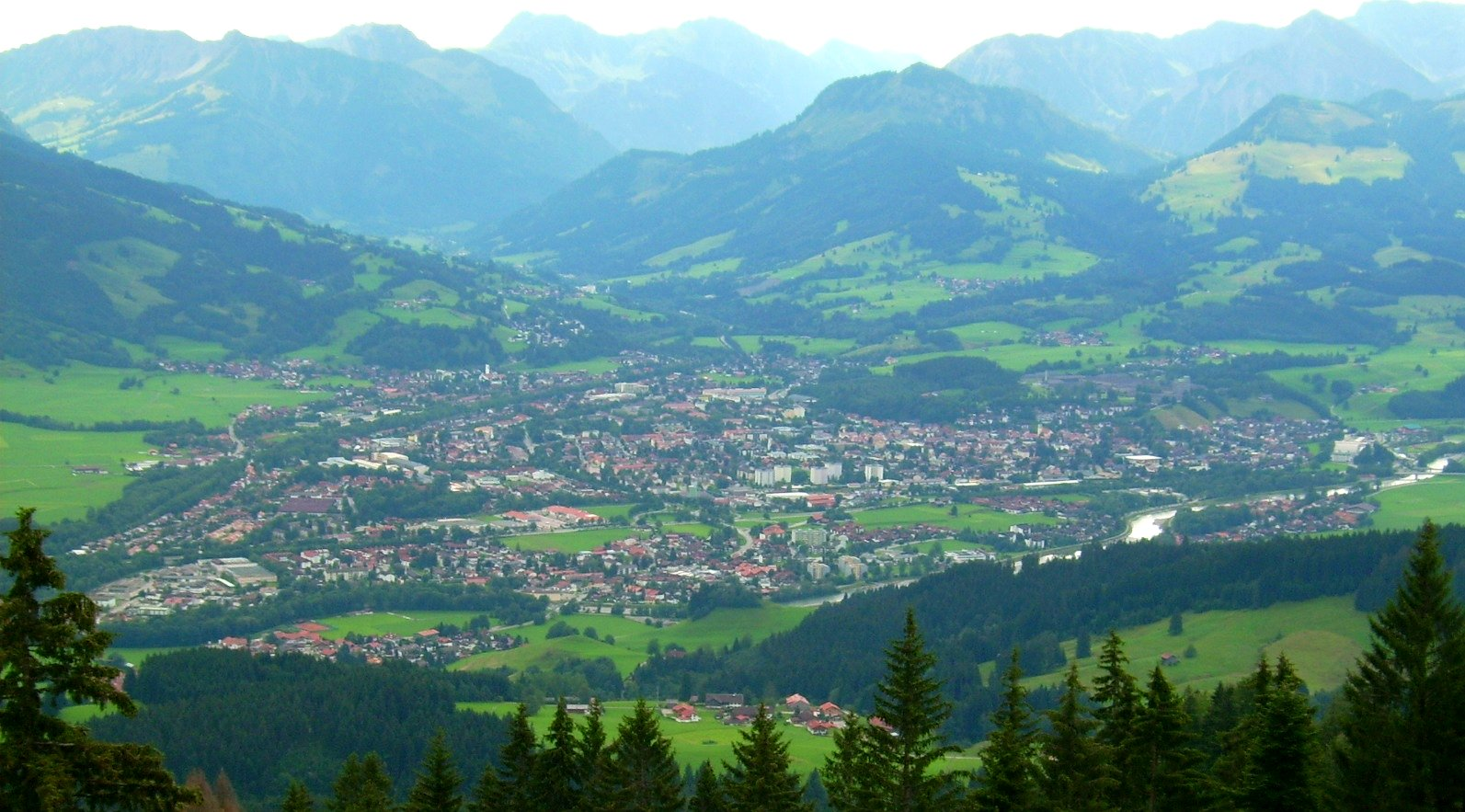
Sonthofen
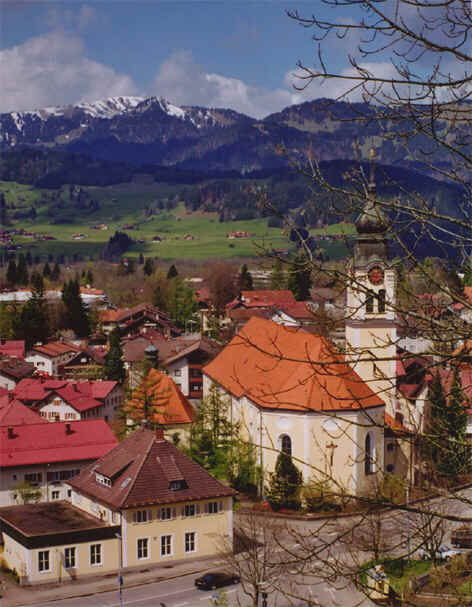
historiska staden Sonthofen
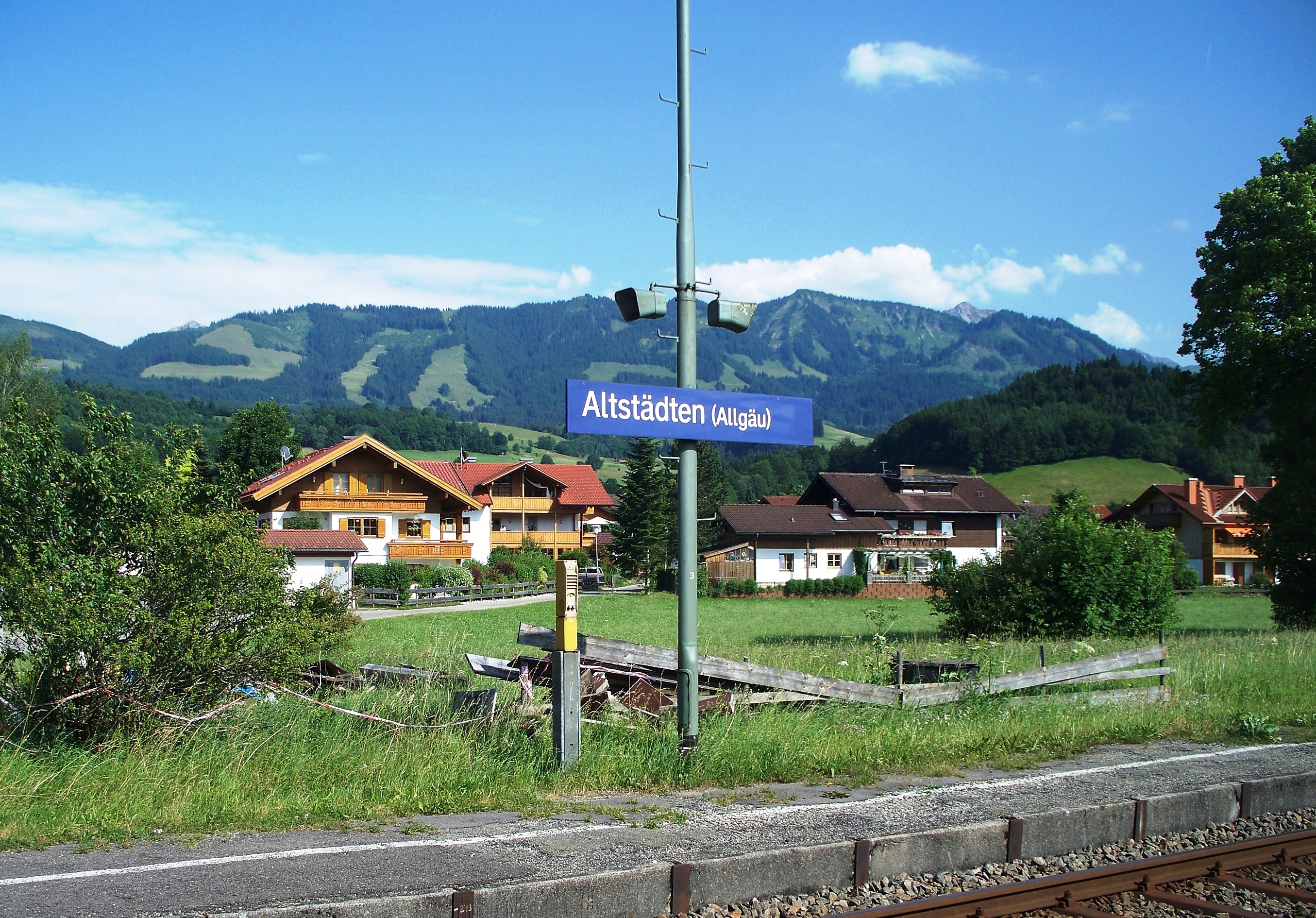
Altstädten

## Historia
Orten nämns 1145 för första gången i en urkund. Sonthofen har sedan 1805 tillhört Kungariket Bayern.

## Sevärdheter
Grönområden
- Ökokurpark, ekologisk spa park

Byggnad
- Borgruin Fluhenstein (slottsruinen), 1361 och runt 1500/01
- Alte Schule, den gamla skolan förvandlades till ett stadshus år 1472, idag används det som en musikskola och offentligt bibliotek
- Kyrka St. Michael, den katolska kyrkan ligger under Kalvarienberg

Naturmonument
- Starzlachklamm, en klyfta

Museum
- Heimathaus Sonthofen: historia och kultur i regionen

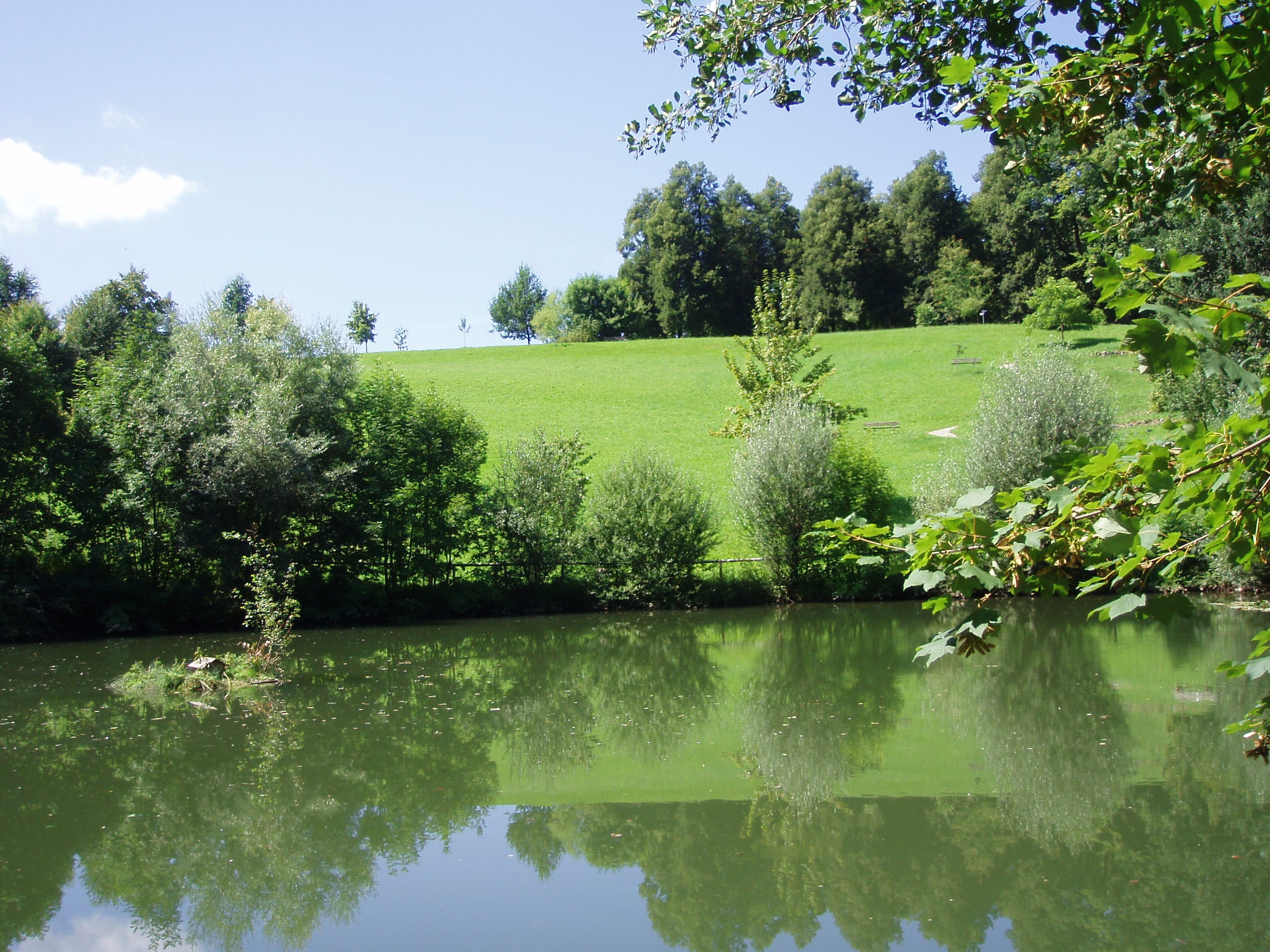
Ökokurpark
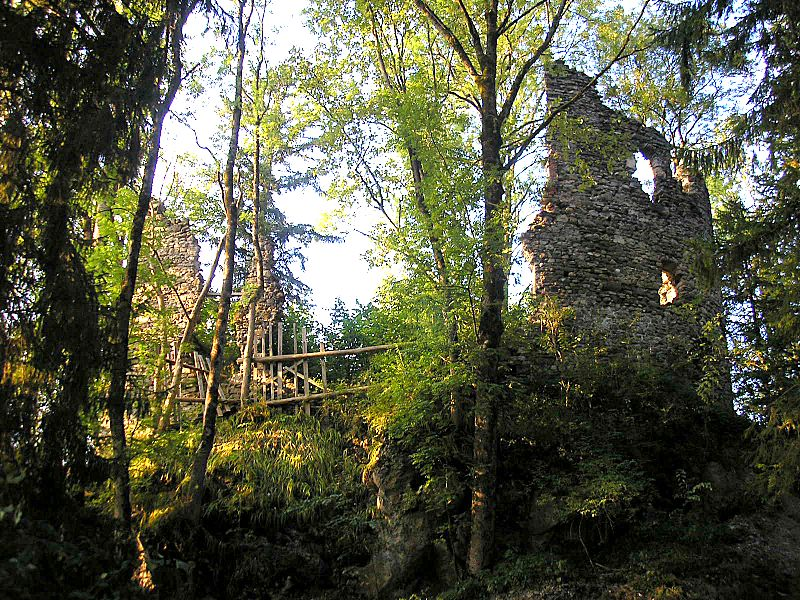
Borgruin Fluhenstein
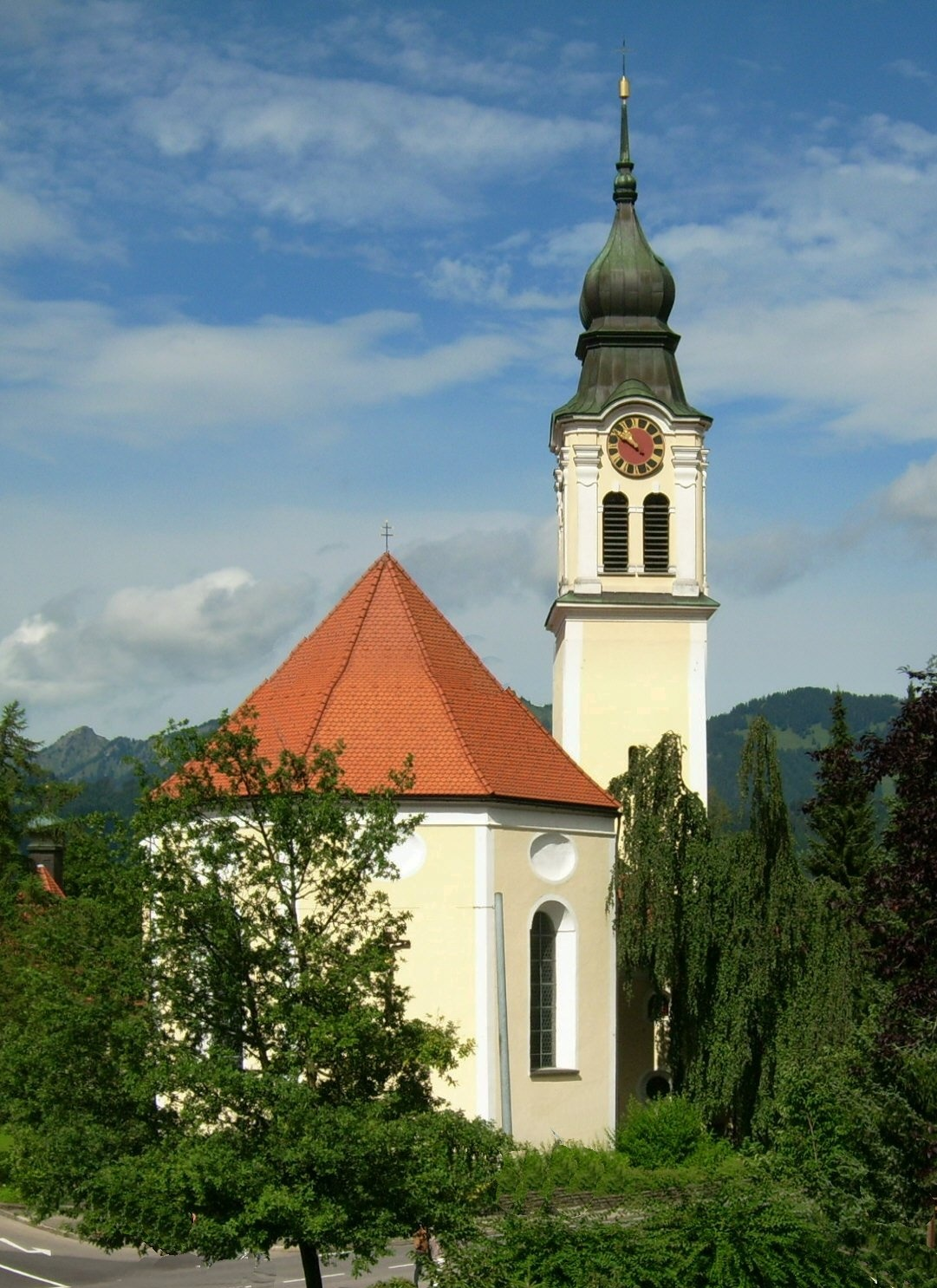
Kyrka St. Michael
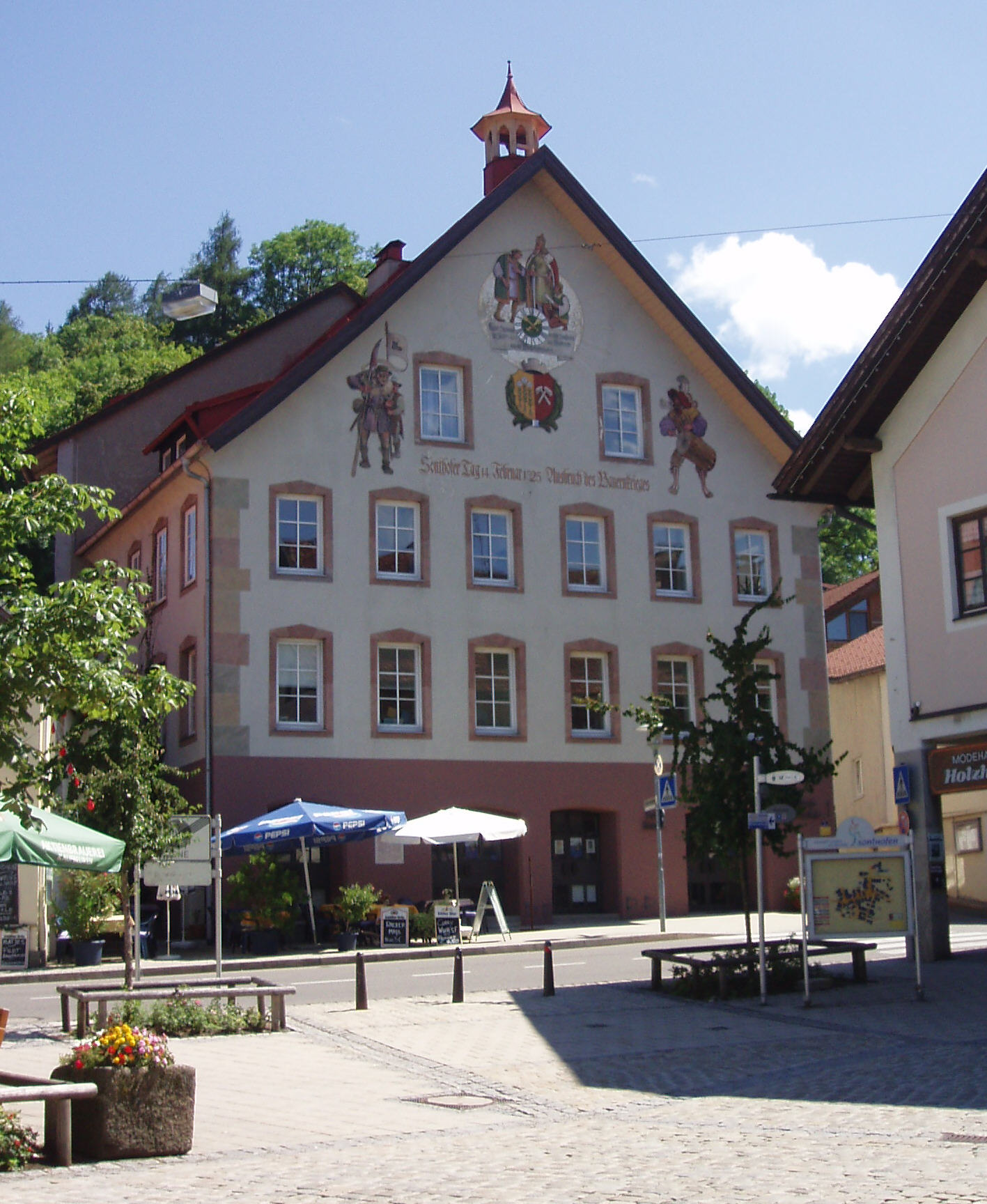
Alte Schule
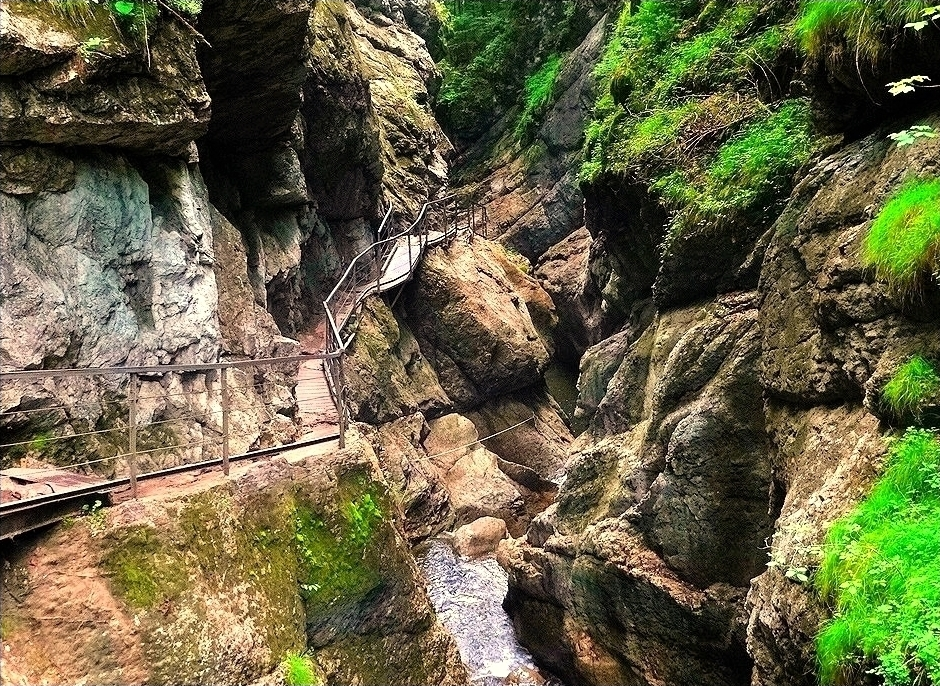
Starzachklamm
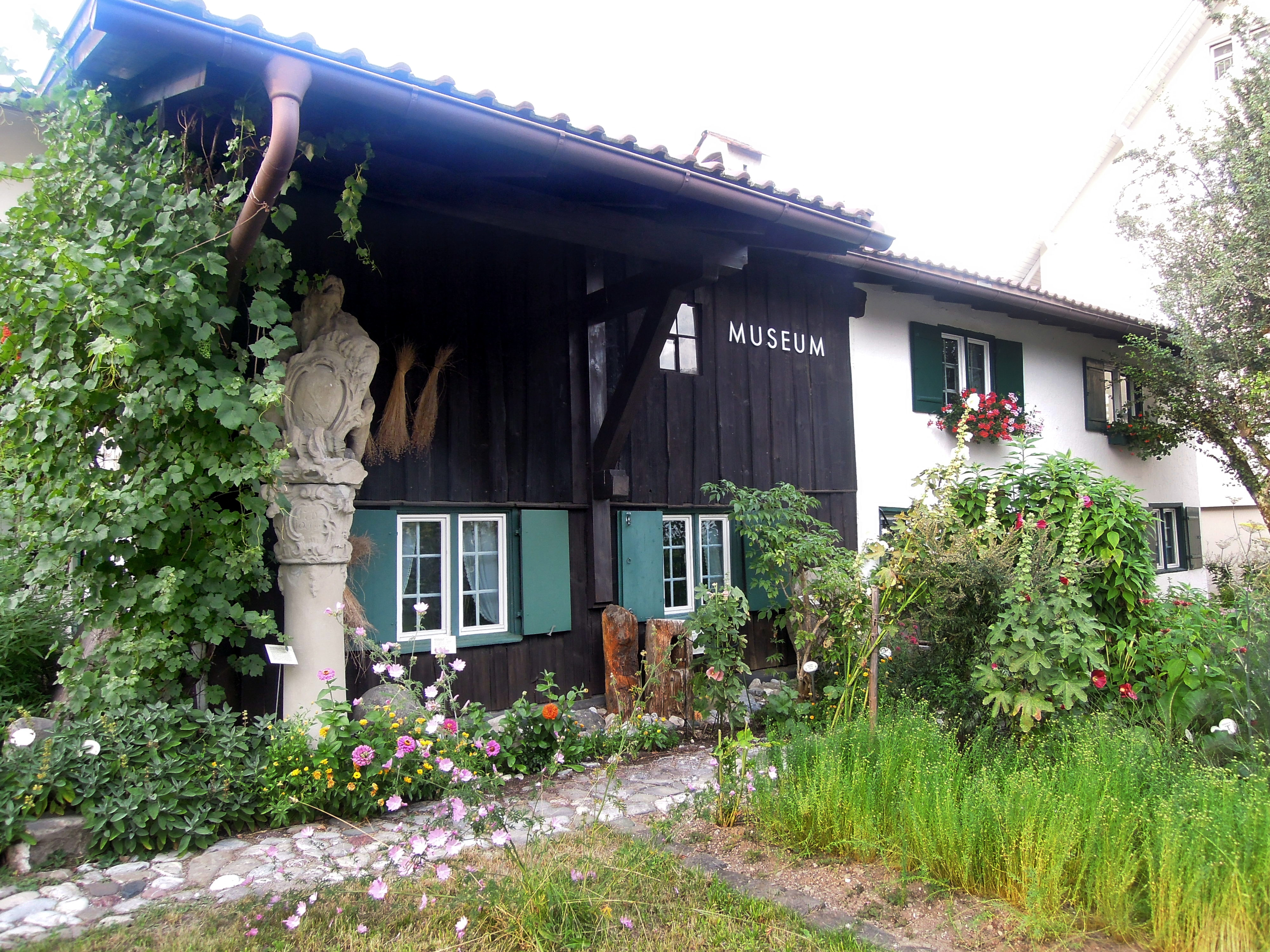
Heimathaus Sonthofen

## Specialiteter
Traditionellt Allgäu-kök är en bondgårdens kök med enkla ingredienser. Dessa är främst ägg, mjöl, mjölk, fett och surkål och vad växer i grönsaksland.

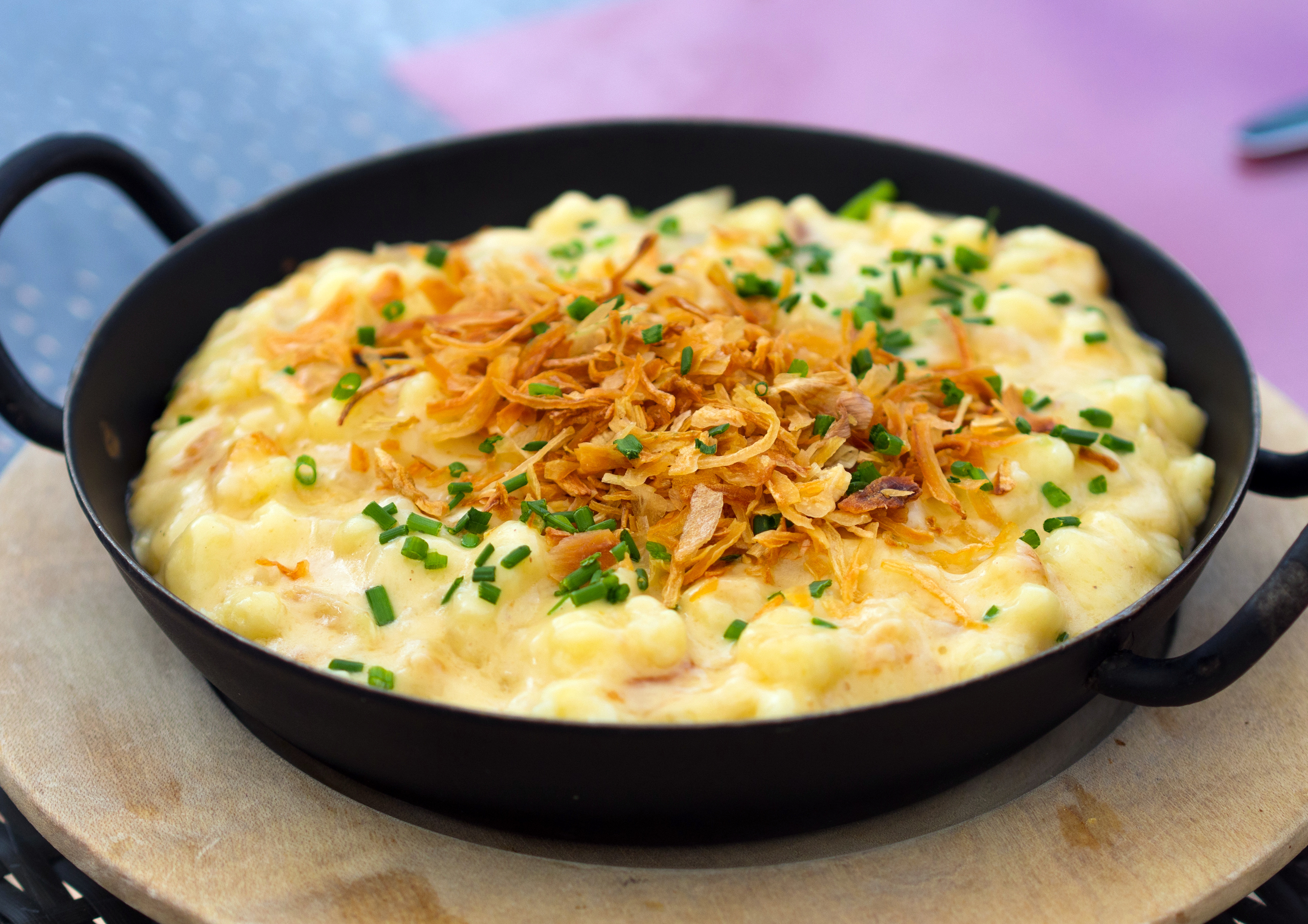
Käsespätzle med rostad lök
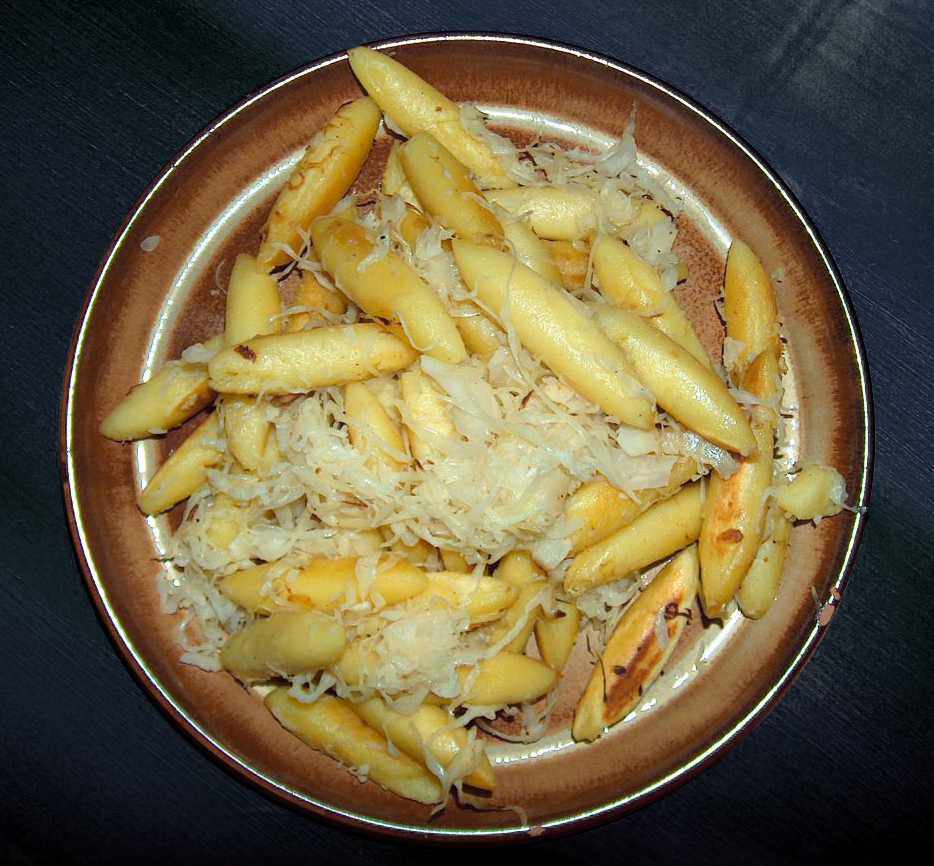
Schupfnudel med surkål
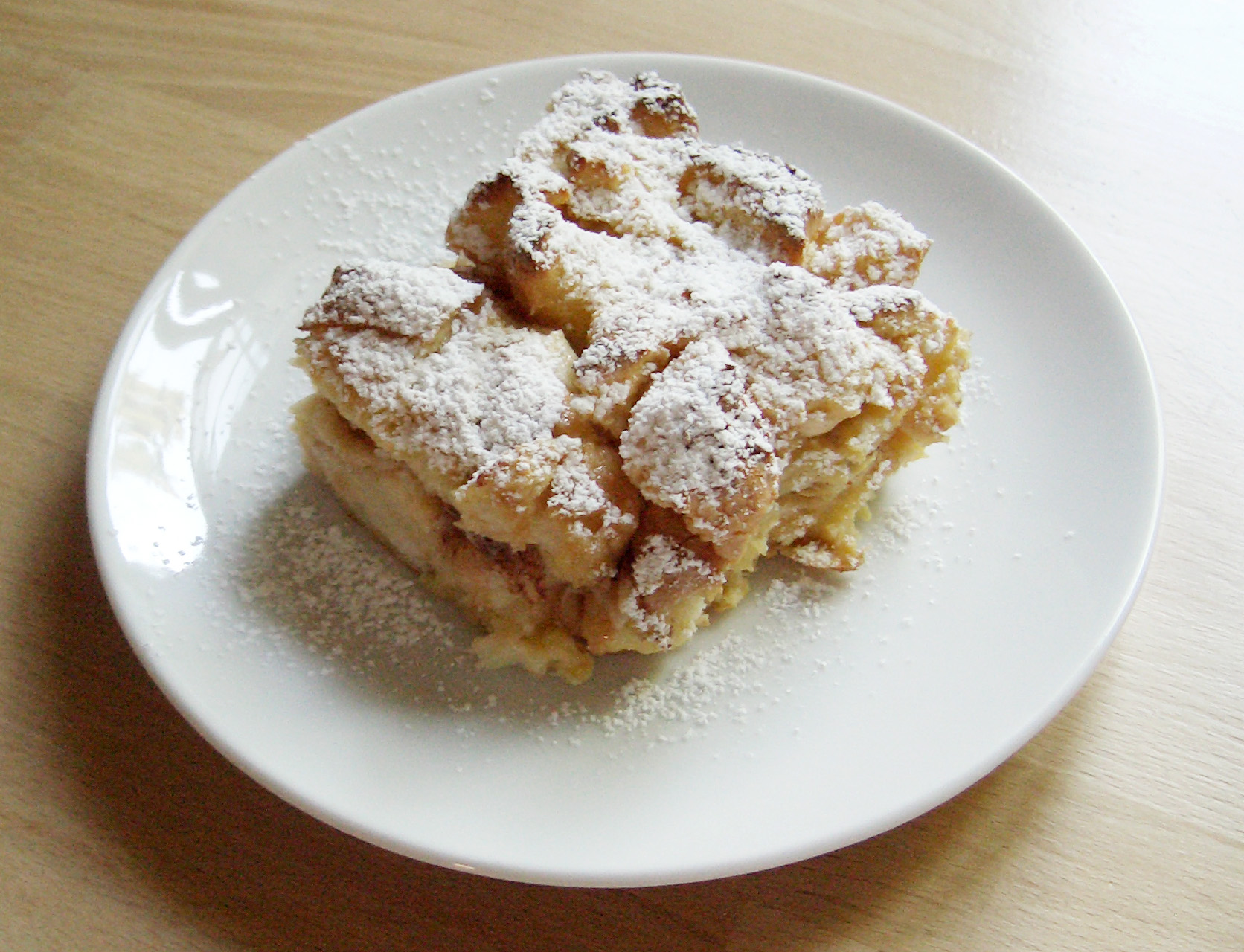
Ofenschlupfer
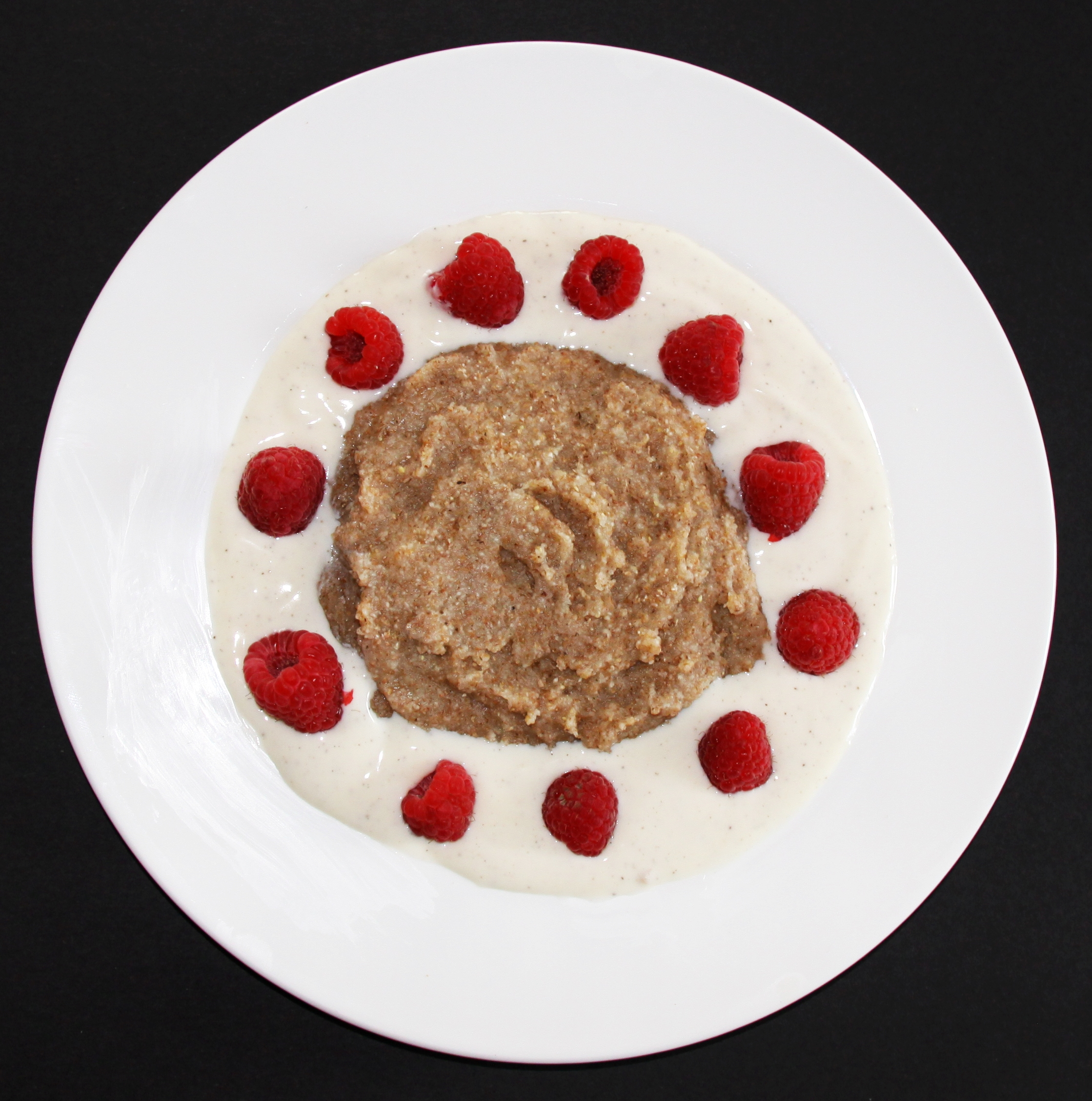
Brenntar

## Kända personer som bott i Sonthofen
- Frank Wörndl (* 1959), en före detta alpin skidåkare